# غلاديس بنتلي
غلاديس بنتلي (بالإنجليزية: Gladys Alberta Bentley)‏ هي مغنية وملحنة وموسيقية أمريكية، ولدت في 12 أغسطس 1907 في فيلادلفيا في الولايات المتحدة، وتوفيت في 18 يناير 1960 في لوس أنجلوس في الولايات المتحدة بسبب ذات الرئة.

## وصلات خارجية
- غلاديس بنتلي على موقع IMDb (الإنجليزية)
- غلاديس بنتلي على موقع ميوزك برينز (الإنجليزية)
- غلاديس بنتلي على موقع أول ميوزيك (الإنجليزية)
- غلاديس بنتلي على موقع ديسكوغز (الإنجليزية)
- غلاديس بنتلي على موقع قاعدة بيانات الفيلم (الإنجليزية)